# Retrato Lucano de Leonardo da Vinci
O Retrato Lucano de Leonardo da Vinci é um retrato de um homem do final do século XV ou início do século XVI. A pintura foi descoberta em 2008 em um armário de uma casa particular na Itália.
Em sua composição, assemelha-se fortemente a um retrato de Leonardo da Vinci mantido pela Galeria Uffizi e geralmente considerado uma falsificação do século XIX.[carece de fontes?] Em tamanho, estilo e meio, assemelha-se a um retrato de Leonardo feito por Cristofano dell'Altissimo, pintado postumamente para os Médici e também mantido pela Uffizi. A pintura era anteriormente considerada pelos seus proprietários como representando Galileu, mas, ao ser descoberta, foi reivindicado que se tratava de um autorretrato de Leonardo da Vinci. Alessandro Vezzosi, diretor do Museo Ideale Leonardo da Vinci em Vinci, disse em 2011 que excluiu a possibilidade de ser um autorretrato, mas que a pintura "permanece intrigante porque adiciona um novo elemento ao quebra-cabeça de Leonardo".
Pintado em tempera grassa sobre painel, 60 x 44 centímetros, retrata um homem em vista de três quartos, com uma longa barba e usando um chapéu escuro. Em 2019, foi exibido em Madrid junto com outros materiais relacionados a Leonardo. Geralmente está no Museo delle Antiche Genti di Lucania (Museu dos Povos Antigos de Lucânia) em Vaglio Basilicata, uma região do sul da Itália.
Em 2008, Nicola Barbatelli, diretor do Museu, descobriu a pintura, atribuiu-a a Leonardo e deu-lhe o nome de "Retrato Lucano", de Lucania, o antigo nome de Basilicata. Em 2010, foi realizada uma conferência na qual uma equipe composta por David Bershad, professor da Universidade de Calgary (Canadá); Peter Hohenstatt, professor da Universidade de Parma; Felice Festa, professor de Ortodontia e Gnatologia na Universidade D'Annunzio de Chieti-Pescara; e Nicola Barbatelli, apresentaram as conclusões em apoio à atribuição de Barbatelli.
Em 2017, a Universidade de Malta recusou permissão para uma exposição na qual o Retrato Lucano seria a peça central, citando dúvidas do departamento de história da arte sobre a atribuição a Leonardo. Nicola Barbatelli, no entanto, rejeitou essa decisão, afirmando que a universidade não tinha acadêmicos "com conhecimento suficiente sobre o assunto".

## Proveniência
A pintura foi encontrada em 2008 por Nicola Barbatelli, diretor do Museo delle Antiche Genti di Lucania, na coleção privada de uma família aristocrática em Acerenza (população 3.000), uma vila no rio Bradano, perto de Potenza, em Basilicata. A família, que pediu para permanecer anônima, acreditava que se tratava de um retrato de Galileu. De acordo com o Professor Peter Hohenstatt da Universidade de Parma, o retrato está listado na página 116 de "Napoli Antica e Moderna’", vol. I (1815), editado por Abate Domenico Romanelli, como sendo obra de Leonardo da Vinci e localizado no Palazzo Baranello na estrada Cedronia do Duque de Baranello, da nobre família Russo.

## Descrição

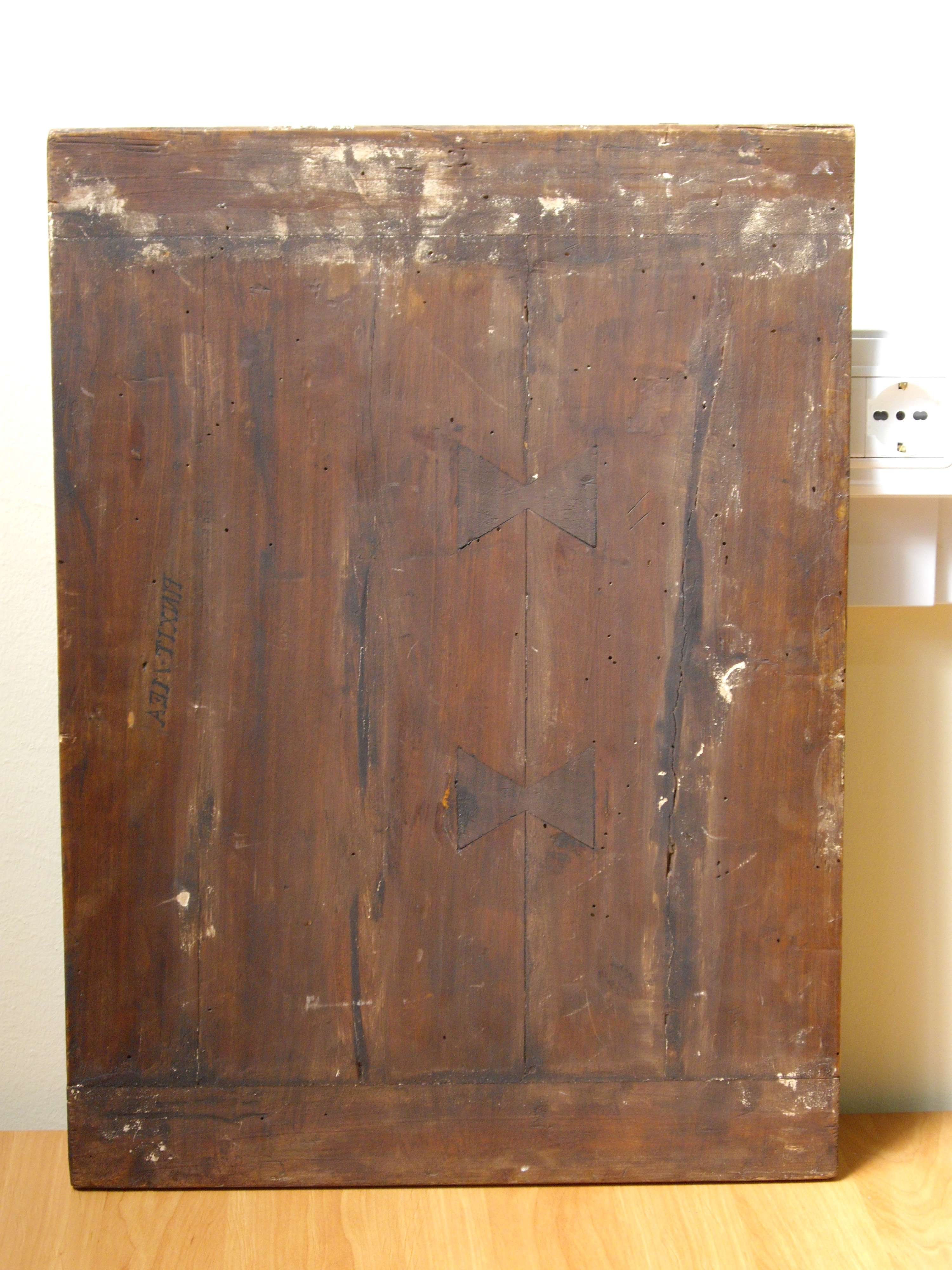
O verso do painel no qual o retrato está pintado

A pintura, em tempera grassa sobre um painel de madeira feito de choupo 60 x 44 centímetros, retrata um homem vestido com uma roupa escura, usando um chapéu preto com uma pequena aba virada para cima. A pele do homem é pálida, seus olhos são azuis e seu cabelo e barba são grisalhos. A figura está posicionada contra um fundo monocromático cinza escuro e é iluminada fortemente do lado esquerdo da imagem, iluminando o lado direito do rosto do retratado e lançando uma sombra sobre o lado esquerdo. O olhar da figura está voltado para o observador.
A identificação deste retrato como Leonardo da Vinci é baseada na comparação com várias representações do artista, incluindo um retrato muito semelhante em Uffizi, o retrato a giz vermelho em Turim e o retrato a giz vermelho de Francesco Melzi em Windsor, entre outros.
O painel é construído com duas seções verticais principais de madeira de largura irregular e unidas com dois encaixes tipo borboleta embutidas. Há seções horizontais estreitas de madeira na parte superior e inferior do painel. Essas seções têm juntas de esquadria visíveis na frente do painel. O verso do painel tem as palavras "PINXIT MEA" pintadas. Está escrito em letras maiúsculas romanas, em "escrita espelhada", de modo que toda a inscrição está invertida e lida da direita para a esquerda. A inscrição corre ao longo do lado esquerdo do verso da pintura, em vez de atravessá-la.
A imagem no painel é pintada usando uma mistura de ovo e óleo como meio sobre uma base de gesso branco, que é visível em áreas danificadas e em partes do verso do painel. A superfície da pintura rachou ao longo da junta principal e se separou em vários outros lugares. Há várias áreas de abrasão na superfície da pintura, sendo os danos mais graves dois arranhões no rosto, um dos quais se estende da narina até o canto do olho e a aba do chapéu, e outro que se estende da narina até a pupila.
É evidente que há alguma repintura no olho e na bochecha esquerda do sujeito, e provavelmente na boca. Há uma pequena pena branca enrolada adornando o chapéu, que é uma adição aparente.

## Análise

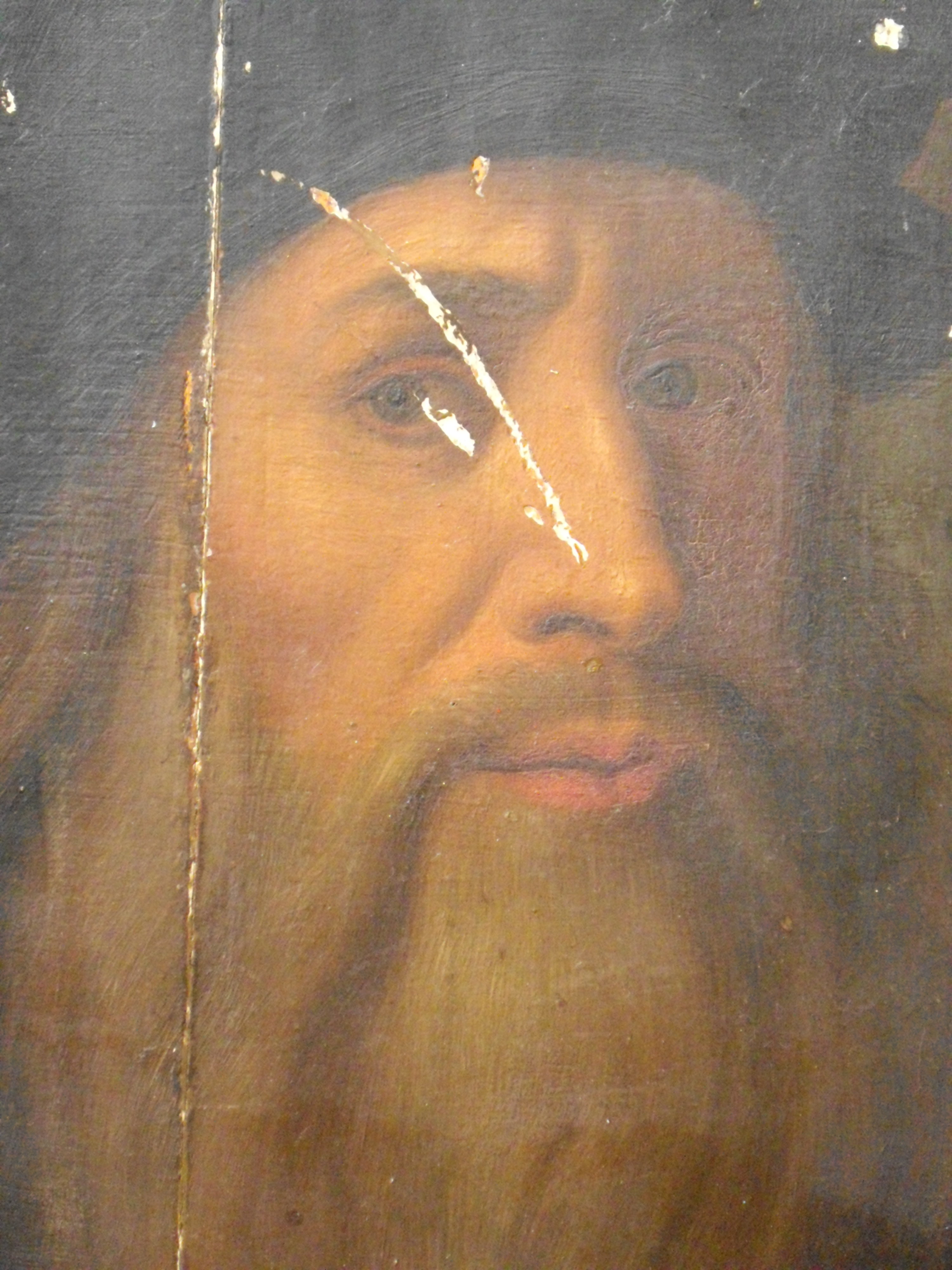
Detalhe revelando a pintura, craquelê, danos e repintura

Após sua descoberta por Nicola Barbatelli, a pintura foi submetida a um exame inicial por Alessandro Vezzosi, diretor do Museo Ideale Leonardo da Vinci em Vinci, que confirmou que a pintura parecia ser do período renascentista. Em fevereiro de 2009, foi relatado que Vezzosi estava investigando se a pintura era obra de um artista menor do século XVI, Cristofano dell'Altissimo. Altissimo executou numerosos retratos de homens famosos para Cosimo I de' Medici, Grão-Duque da Toscana, alguns deles após a Coleção Giovio, incluindo um perfil de Leonardo baseado no desenho a giz vermelho na Royal Collection atribuído ao companheiro de Leonardo, Francesco Melzi. Vezzosi mais tarde descartou a conjectura inicial de que era de dell'Altissimo.
Em fevereiro de 2009, dois meses após a descoberta da pintura, Vezzosi foi erroneamente citado pelo "The Times" como tendo dito que excluiu a possibilidade de que a obra fosse "um autorretrato pintado pelo próprio Leonardo" e que o exame da inscrição "pinxit mea" no verso do painel indicava que era "uma adição posterior". Vezzosi mais tarde disse: "Precisamos descobrir a data exata deste retrato. Excluí a possibilidade de estarmos lidando com um autorretrato pintado pelo próprio Leonardo. No entanto, o retrato de Acerenza é intrigante porque adiciona um novo elemento ao quebra-cabeça de Leonardo. Aqui temos Leonardo retratado como um homem de meia-idade, de olhos azuis."
Desde então, o foco da atenção e da pesquisa tem sido provar que a pintura é obra de Leonardo da Vinci. O Conselho da Cidade de Vaglia Basilicata financiou uma investigação por uma equipe de cientistas, muitos dos quais eram de disciplinas não relacionadas à arte, para relatar qualquer coisa que pudesse ser testada para apoiar ou negar a atribuição a Leonardo.
Uma limpeza preliminar da pintura foi realizada pelo professor Giancarlo Napoli da Universidade Suor Orsola Benincasa em Nápoles, e revelou microfissuras (craquelê) na superfície da pintura que não podem ser reproduzidas artificialmente e apoiaram uma data renascentista. Investigações adicionais foram realizadas por um corpo de especialistas em diferentes campos, incluindo INNOVA, CIRCE, Universidade de Nápoles, Cibernética - Conselho Nacional de Pesquisa e Universidade Suor Orsola Benincasa.
O centro INNOVA da Universidade Federico II de Nápoles, liderado pelo professor Terrasi, pesquisou as propriedades físicas da pintura, incluindo a base (primer), meio e pigmentos, e identificando áreas restauradas. Gaetano Di Pasquale da Universidade de Nápoles confirmou que a madeira do painel era "populus", comum em toda a Itália. A datação por carbono 14 deu 64% de chance de que a madeira do painel datasse entre 1459 e 1523, tornando-a contemporânea de Leonardo, que nasceu em 1452 e morreu em 1519. Os pigmentos foram investigados usando análise de fluorescência de raios X por dispersão de energia (ED-XRF) e mostraram, nas áreas não restauradas, serem compatíveis em idade com o painel e não mostraram traços de pigmentos modernos nas áreas não restauradas; no entanto, a pena foi revelada como pintada com um pigmento à base de titânio "moderno" não usado em outras partes da pintura.

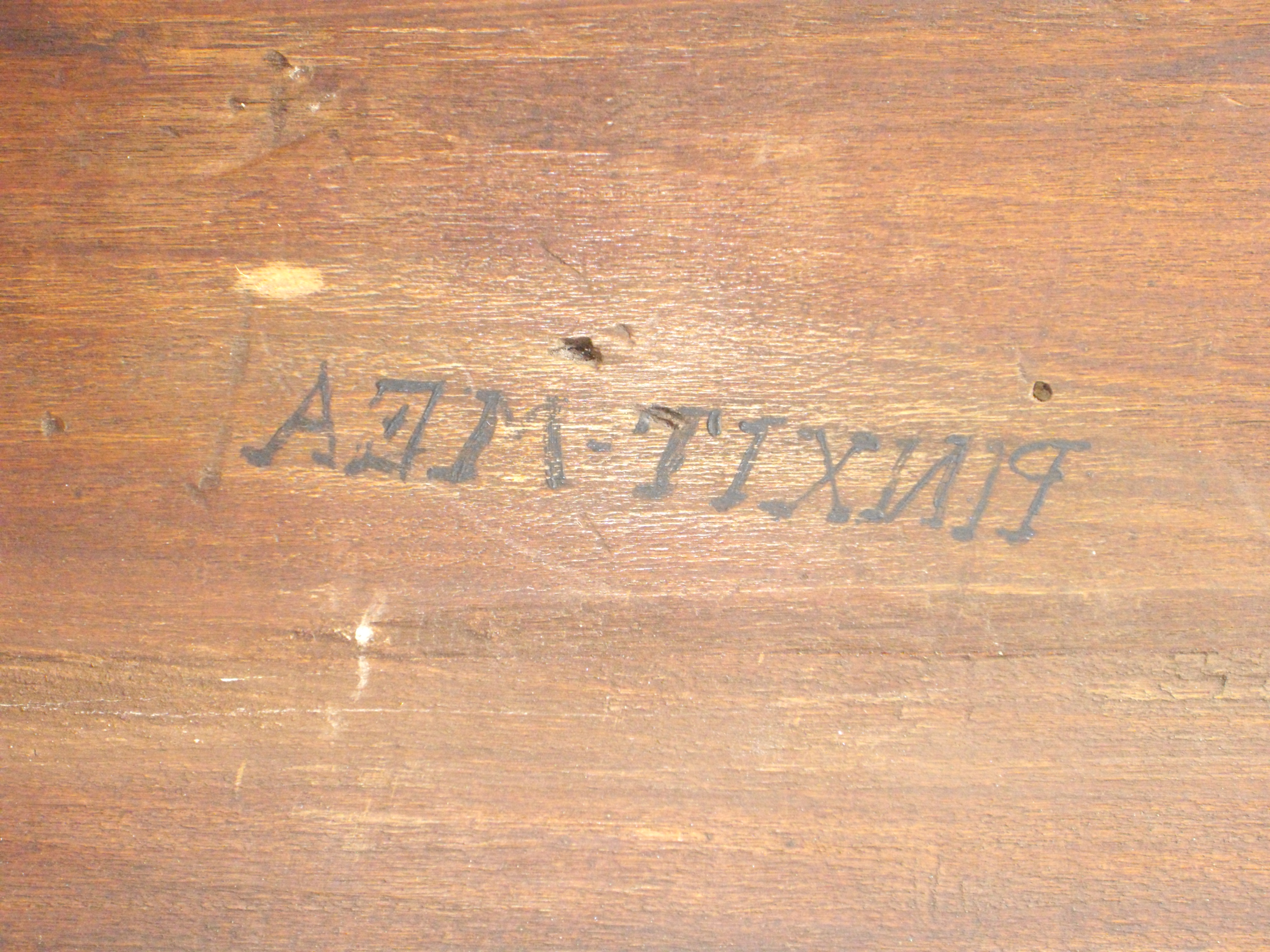
A inscrição "PINXIT-MEA".

A pintura foi examinada com um microscópio magnético de varredura com uma resolução de 100 μm pelo Dr. Hector Sarno da INNOVA para compor um mapa magnético da pintura e verificar letras ilegíveis. A limpeza do verso da tábua revelou a inscrição invertida "PINXIT MEA" escrita em tinta metalogálica, uma tinta comumente usada por Leonardo. Uma análise da caligrafia feita pela grafologista Silvana Iuliano revelou compatibilidade com a escrita usada por Leonardo no Codex Atlanticus.
Uma análise dos tecidos moles do rosto, aplicando métodos usados em cirurgia facial, foi feita pelo professor Felice Festa da Universidade D’Annunzio de Chieti-Pescara. A imagem pintada foi submetida a uma análise detalhada por computador e a uma imagem 3D pelo professor Orest Kormashov, da Universidade de Tallinn, Estônia; Gianni Glinni, engenheiro do Museu de Antiche Genti di Lucania, e Helen Kokk, especialista em design gráfico 3D. A imagem tridimensional recriada foi comparada com outras imagens que se acredita representar Leonardo da Vinci, incluindo o icônico giz vermelho em Turim, o desenho de perfil que se acredita ser do pupilo de Leonardo, Francesco Melzi, o retrato pintado na Uffizi e a imagem recentemente descoberta no "Codex sobre o Voo dos Pássaros". Uma conclusão foi que todas as imagens, exceto uma, revelam um rosto alongado nos dois terços inferiores. A imagem em que não havia correspondência era o chamado autorretrato a giz vermelho em Turim, considerado por alguns como sendo de Leonardo em idade avançada.
Luigi Capasso, da Universidade D’Annunzio de Chieti-Pescara, e o coronel Gianfranco De Fulvio, do Comando RIS-Ra.C.I.S. dos Carabinieri lideraram uma investigação sobre três impressões digitais encontradas na pintura Lucaniana e descobriram que uma delas era "inequívoca" com a impressão digital do dedo indicador esquerdo nas contas de ébano da "Dama com Arminho" de Leonardo.

## Atribuição
A obra é atribuída a Leonardo pelo historiador de arte Peter Hohenstatt (Universidade de Parma). O historiador de arte David Bershad (Universidade de Calgary), que participou com Hohenstatt de um exame do retrato em maio de 2010, disse posteriormente que "não há evidências suficientes para sustentar uma atribuição", descrevendo o estilo da pintura como diferente de qualquer obra de Leonardo.

## Galeria de outros retratos
- Possível autorretrato, Turim.
- Retrato de Leonardo por seu pupilo e assistente Francesco Melzi.
- Retrato póstumo de Leonardo por Cristofano dell’Altissimo baseado no desenho de Melzi (Galeria Uffizi).
- Gravura do século XIX por Raffaello Sanzio Morghen de um retrato póstumo tardio de Leonardo em Uffizi, anteriormente considerado um retrato feito em vida.[14][15] A semelhança próxima com o retrato Lucano sugere que um deriva do outro ou de um original semelhante.
- Uma imagem recentemente descoberta do Codex sobre o Voo dos Pássaros, digitalmente aprimorada para torná-la claramente visível.